# Liaison osidique
Une liaison osidique est une liaison chimique covalente entre :
- Le groupement réducteur (hydroxyle) de la fonction alcool du carbone hémiacétalique d'un ose (carbone anomère, numéro 1 chez les aldoses et numéro 2 des cétoses) ;
- Le groupement acide (hydrogène libre) d'une autre molécule (alcool glucidique ou autre molécule carboxylique, molécule aminée…).

La formation de la liaison produit de l'eau.

## Formation de la liaison osidique
Elle fixe les oses dans leur conformation α ou β.
La différenciation entre liaison osidique de forme alpha ou bêta présente un intérêt en matière de biochimie métabolique : les animaux supérieurs, dont l'être humain, possèdent des enzymes capables de dégrader les oses à liaison alpha, alors que les oses à liaison bêta (telles que la cellulose) ne peuvent être pratiquement dégradées que par des enzymes bactériennes.
Pour des exemples d'oligosides à liaison α, ceux de la classe des diholosides comprennent le maltose, la tréhalose, le saccharose, l'isomaltose et le mélibiose.

### Condensation avec un alcool
Il y a formation d'un oside si l'alcool est glucidique, un O-hétéroside sinon (figure 1). La liaison est dite O-préfixe du nom de l'ose-osidique (par exemple O-glucosidique si l'ose est le glucose).

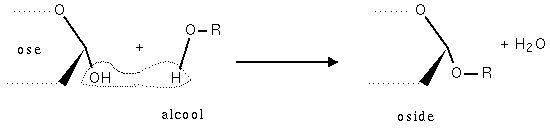
Figure 1 : Réaction de formation d'un oside.

Citons l'ONPG (o-nitrophényl-β-D-galactopyrannoside).

### Condensation avec une amine
Il y a formation d'un N-hétéroside (figure 2). La liaison est appelée N-préfixe du nom de l'ose-osidique (par exemple N-glycosidique si l'ose est un glucose).

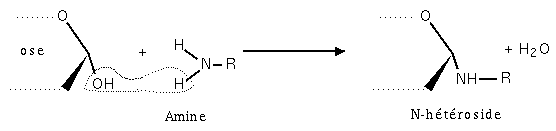
Figure 2 : Réaction de formation d'un N-hétéroside.

Citons les nucléotides (adénosine).

### Condensation avec un thiol
Il y a formation d'un S-hétéroside.

### Condensation avec l'acide phosphorique
Il y a formation d'un « ose-1-phosphate » (figure 3).

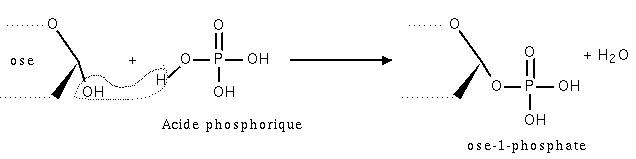
Figure 3 : Réaction de formation d'un ose-1-phosphate.

Par exemple, le glucose-1-phosphate.

## Hydrolyses de la liaison osidique

### Hydrolyse acide
L'hydrolyse acide n'est pas spécifique, si elle est conduite jusqu'à la fin, elle rompt toutes les liaisons osidiques.
Par exemple, l'hydrolyse acide de l'amidon conduit au glucose (avec comme intermédiaires des dextrines, du maltose).

### Hydrolyse enzymatique
Les enzymes, catalyseurs biologiques, hydrolysent de manière plus ou moins spécifique :
- La β-galactosidase hydrolyse les liaisons osidiques dans lesquelles le galactopyrannose est en conformation β, par exemple, la lactase hydrolyse le β-D-galactopyrannosyle(1→4)D-glucopyrannose (lactose) ;
- La α-glucosidase hydrolyse les liaisons osidiques dans lesquelles le glucopyrannose est en conformation α, par exemple, la saccharase (invertase) hydrolyse le α-D-glucopyrannosyl(1→2)β-D-fructofurannoside (saccharose).

Si leur présence fait défaut, on assiste à des sphingolipidoses